# Bộ Ngoại giao (Trung Hoa Dân Quốc)
Bộ Ngoại giao Trung Hoa Dân Quốc (tiếng Trung: 中華民國外交部; Hán-Việt: Trung Hoa Dân Quốc Ngoại giao bộ; bính âm: Zhōnghuá Mínguó Wàijiāobù, tiếng Anh: Ministry of Foreign Affairs of the Republic of China, viết tắt: MOFA) là cơ quan phụ trách ngoại giao của Trung Hoa Dân Quốc, nằm dưới quyền Hành chính viện Trung Hoa Dân Quốc. Mục đích cơ bản của bộ là xúc tiến, mở rộng và thực thi hoạt động ngoại giao song phương với các quốc gia khác, riêng quan hệ với Cộng hòa Nhân dân Trung Hoa thì do Ủy ban Đại lục đảm nhiệm.

## Quản lý

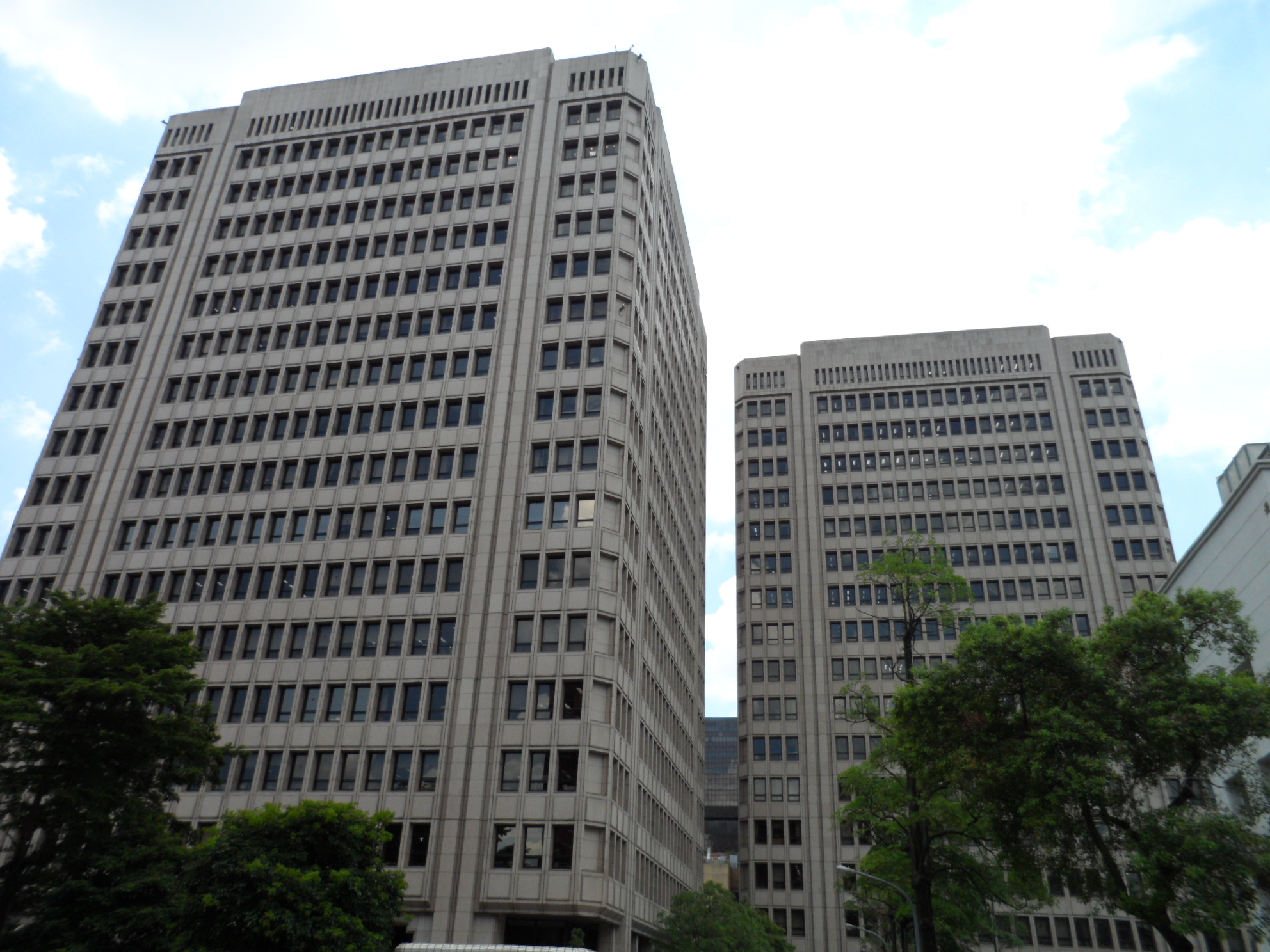
Trụ sở Cục Sự vụ Lãnh sự

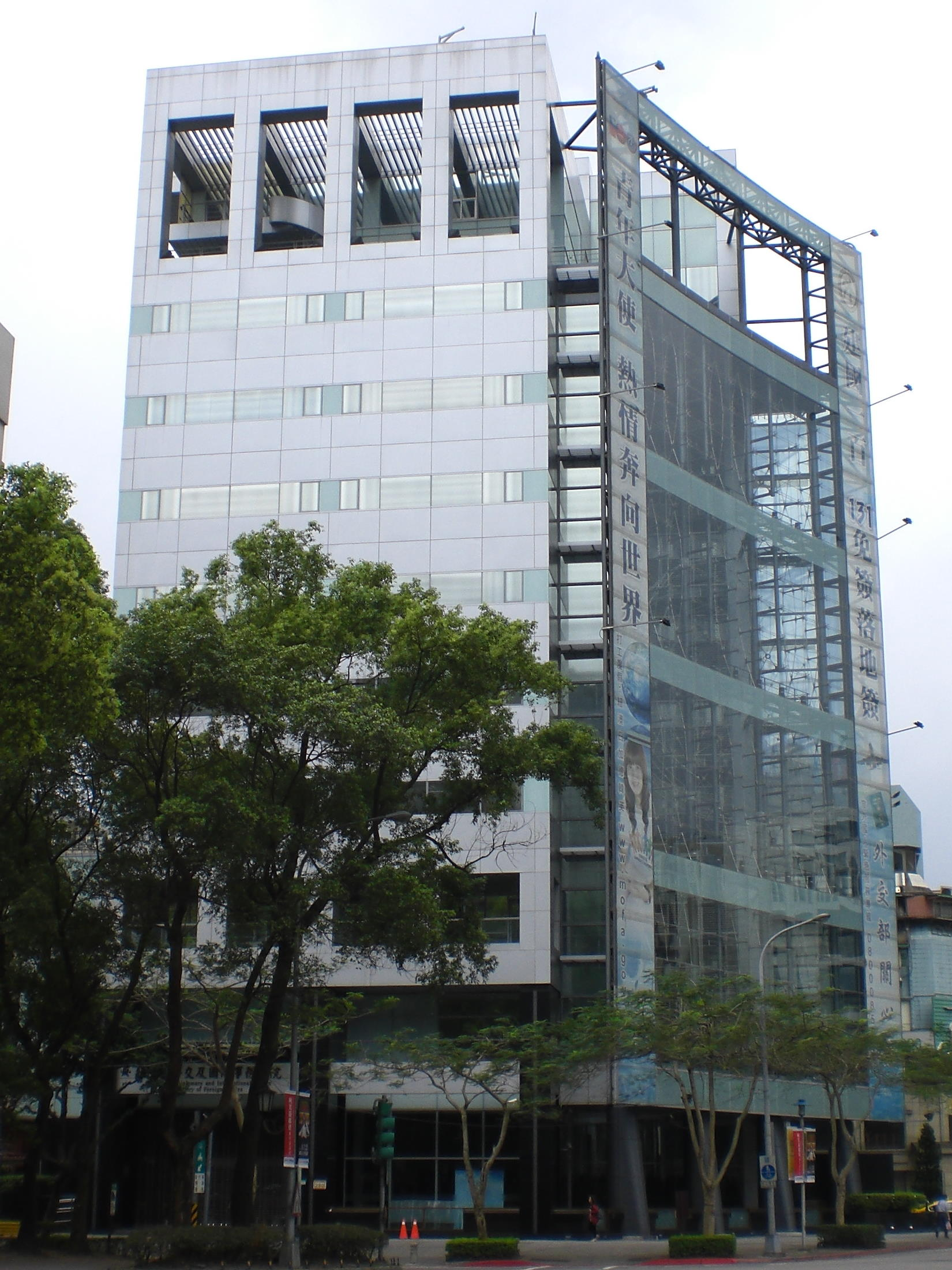
Học viện Ngoại giao và Các vấn đề Quốc tế

Bộ Ngoại giao Trung Hoa Dân Quốc gồm các cơ quan sau đây:
- Văn phòng
- Vụ Các vấn đề Đông Á và Thái Bình Dương
- Vụ Các vấn đề Tây Á và châu Phi
- Vụ Các vấn đề châu Âu
- Vụ Các vấn đề Bắc Mỹ
- Vụ Các vấn đề Mỹ Latinh và Caribe
- Vụ Điều ước và Các vấn đề Pháp lí
- Vụ Các tổ chức Quốc tế
- Vụ Hợp tác Quốc tế và Các vấn đề Kinh tế
- Vụ Các dịch vụ Thông tin Quốc tế
- Vụ Hoạch định Chính sách
- Vụ Lễ tân
- Vụ Các vấn đề chung
- Vụ Nhân sự
- Vụ Nội quy Dân chính
- Vụ Kế toán
- Vụ Lưu trứ, Quản trị Thông tin và Viễn thông
- Hội đồng Phối hợp Ngoại giao Công chúng
- Vụ Các vấn đề quốc tế Tổ chức phi chính phủ
- Văn phòng Các vấn đề Quốc hội
- Cục Các vấn đề Lãnh sự
- Học viện Ngoại giao và Các vấn đề Quốc tế
- Hiệp hội Các quan hệ Đông Á
- Hội đồng Phối hợp Các vấn đề Bắc Mỹ
- Văn phòng Trung Bộ Đài Loan
- Văn phòng Nam Bộ Đài Loan
- Văn phòng Đông Bộ Đài Loan
- Văn phòng Tây Nam Bộ Đài Loan

## Ngân sách
Theo số liệu thống kê xuất bản bởi Cơ quan Thống kê của Hành chính viện, ngân sách cho năm tài khóa 2011 của Bộ Ngoại giao xấp xỉ 10,37% ngân sách dành cho Bộ Quốc phòng, trong khi ngân sách của Bộ Quốc phòng là 9,2 tỷ đô la Mỹ. Vì thế, ngân sách ước tính cho Bộ Ngoại giao là 954 triệu đô la Mỹ.

## Quan hệ ngoại giao

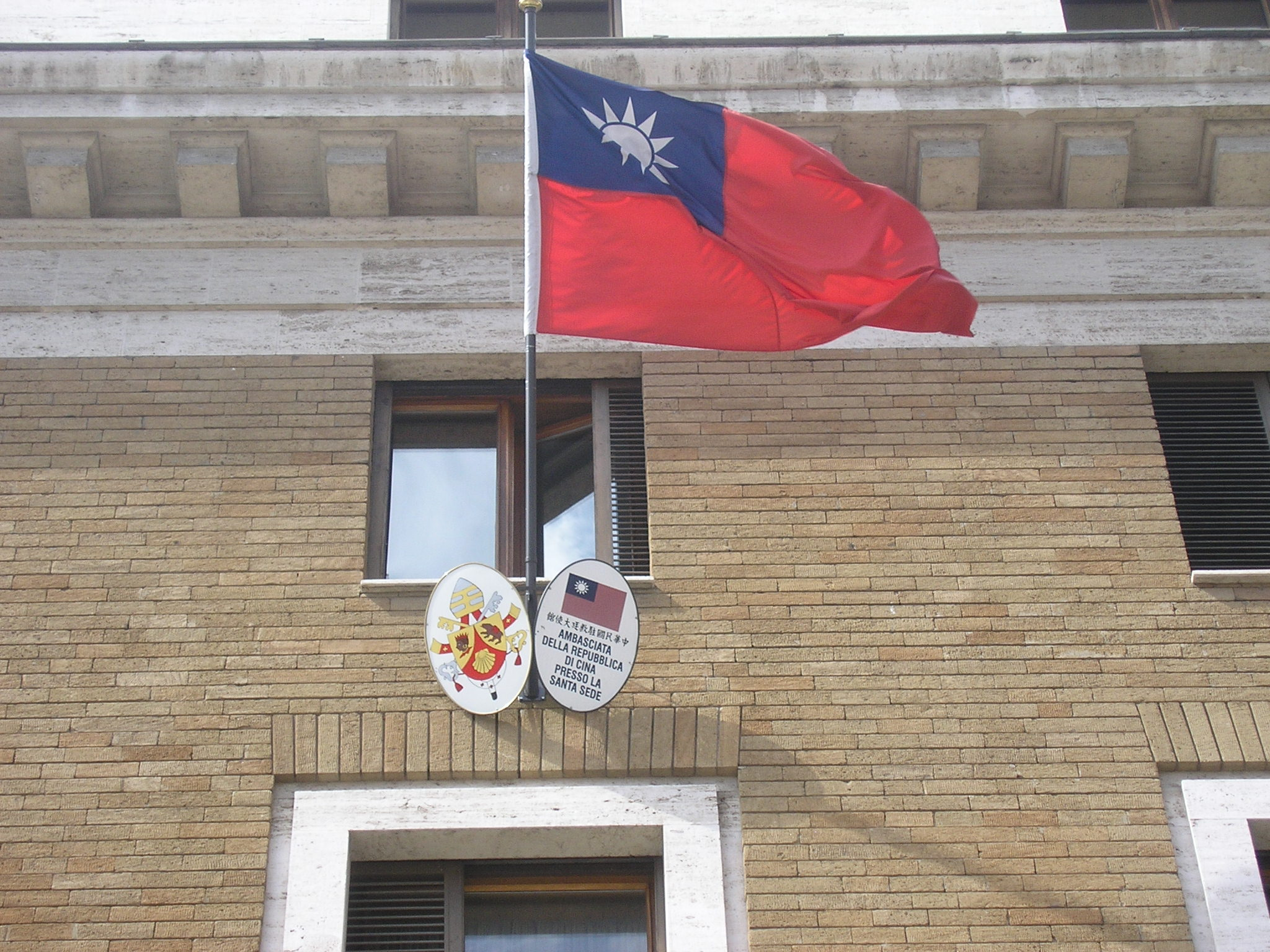
Đại sứ quán Trung Hoa Dân Quốc ở Thành Vatican

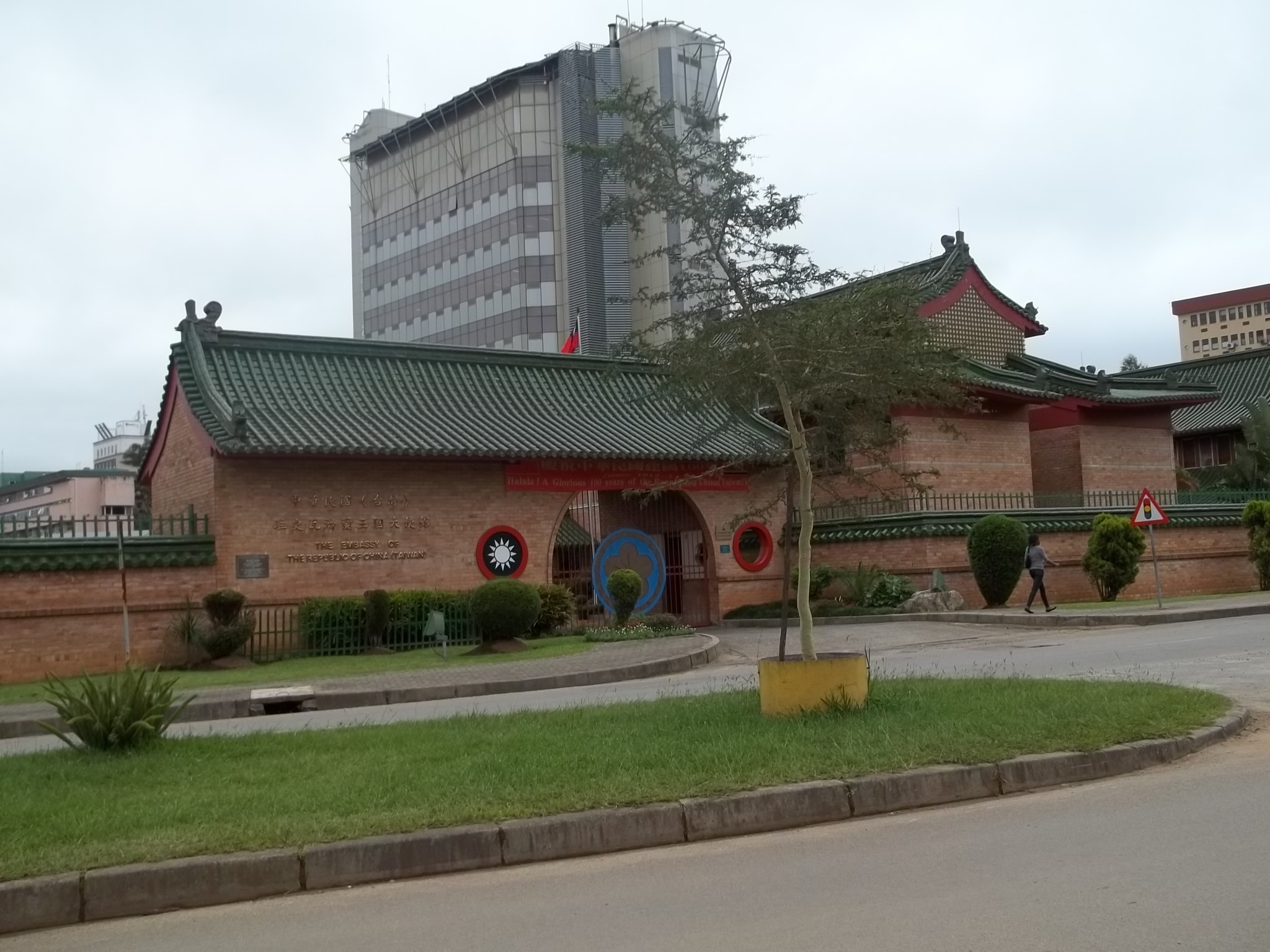
Đại sứ quán Trung Hoa Dân Quốc ở Vương quốc Swaziland

Tháng 6 năm 2017, sau khi đoạn giao với Panama, Trung Hoa Dân Quốc hiện có quan hệ ngoại giao với 20 quốc gia, gồm:

### Châu Á - Thái Bình Dương (6)
- Palau
- Tuvalu
- Quần đảo Marshall
- Quần đảo Solomon
- Kiribati
- Nauru

### Trung và Nam Mỹ (10)
- Guatemala
- Paraguay
- Saint Vincent và Grenadines
- Belize
- El Salvador
- Haiti
- Cộng hòa Dominica
- Honduras
- Saint Kitts và Nevis
- Saint Lucia

### Châu Phi (2)
- Burkina Faso
- Eswatini

### Châu Âu (1)
- Thành Vatican

## Các văn phòng đại diện ở nước ngoài

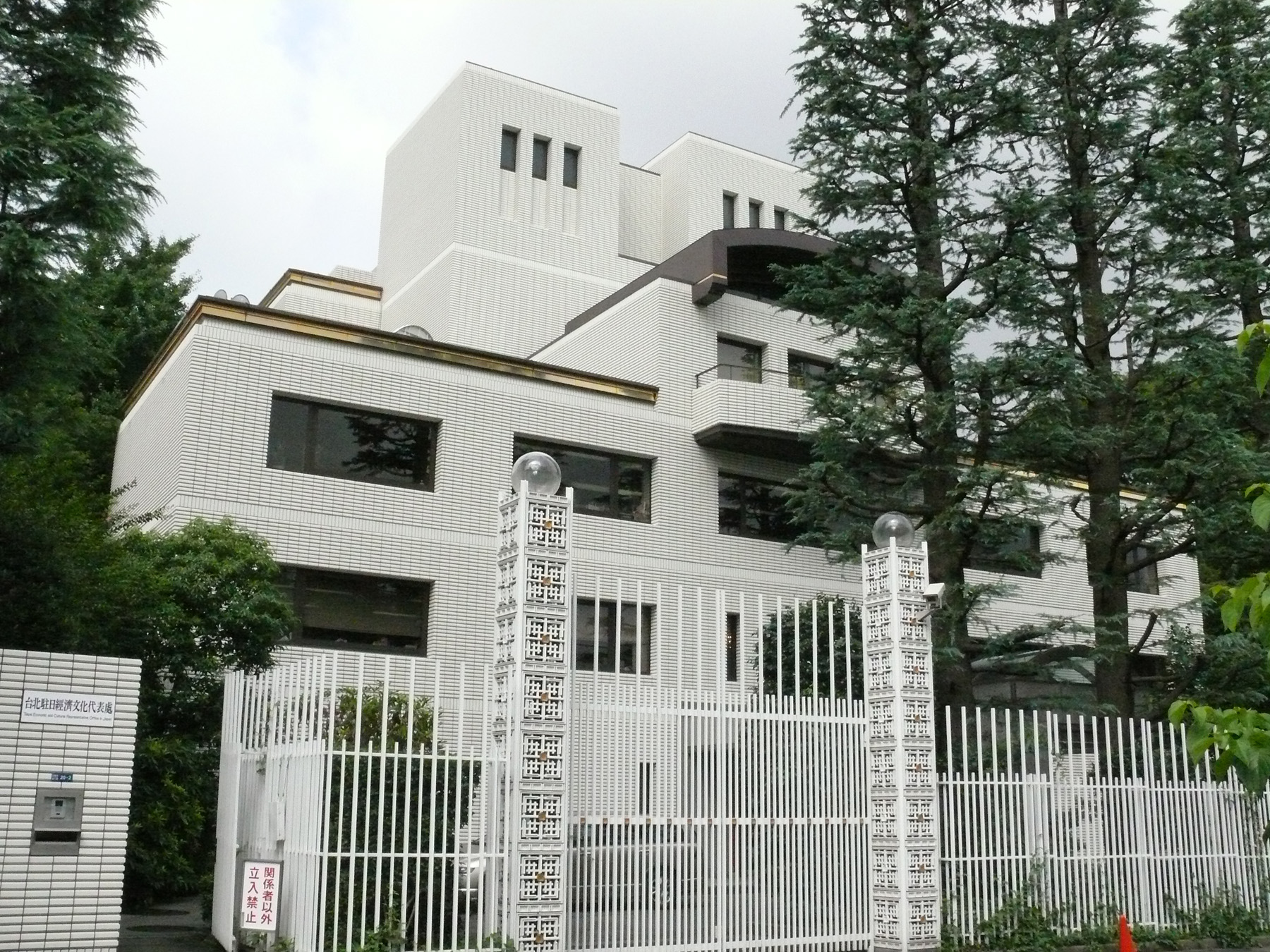
Văn phòng Đại diện Kinh tế và Văn hóa Đài Bắc ở Nhật Bản

Đối với các quốc gia không có quan hệ ngoại giao chính thức, Trung Hoa Dân Quốc thiết lập các văn phòng đại diện gọi là Văn phòng Kinh tế và Văn hóa Đài Bắc hoặc Văn phòng Đại diện Kinh tế và Văn hóa Đài Bắc hoặc Văn phòng Đại diện Đài Bắc.

## Các đại sứ quán nước ngoài đóng tại Đài Loan
- Đại sứ quán Cộng hòa Nauru

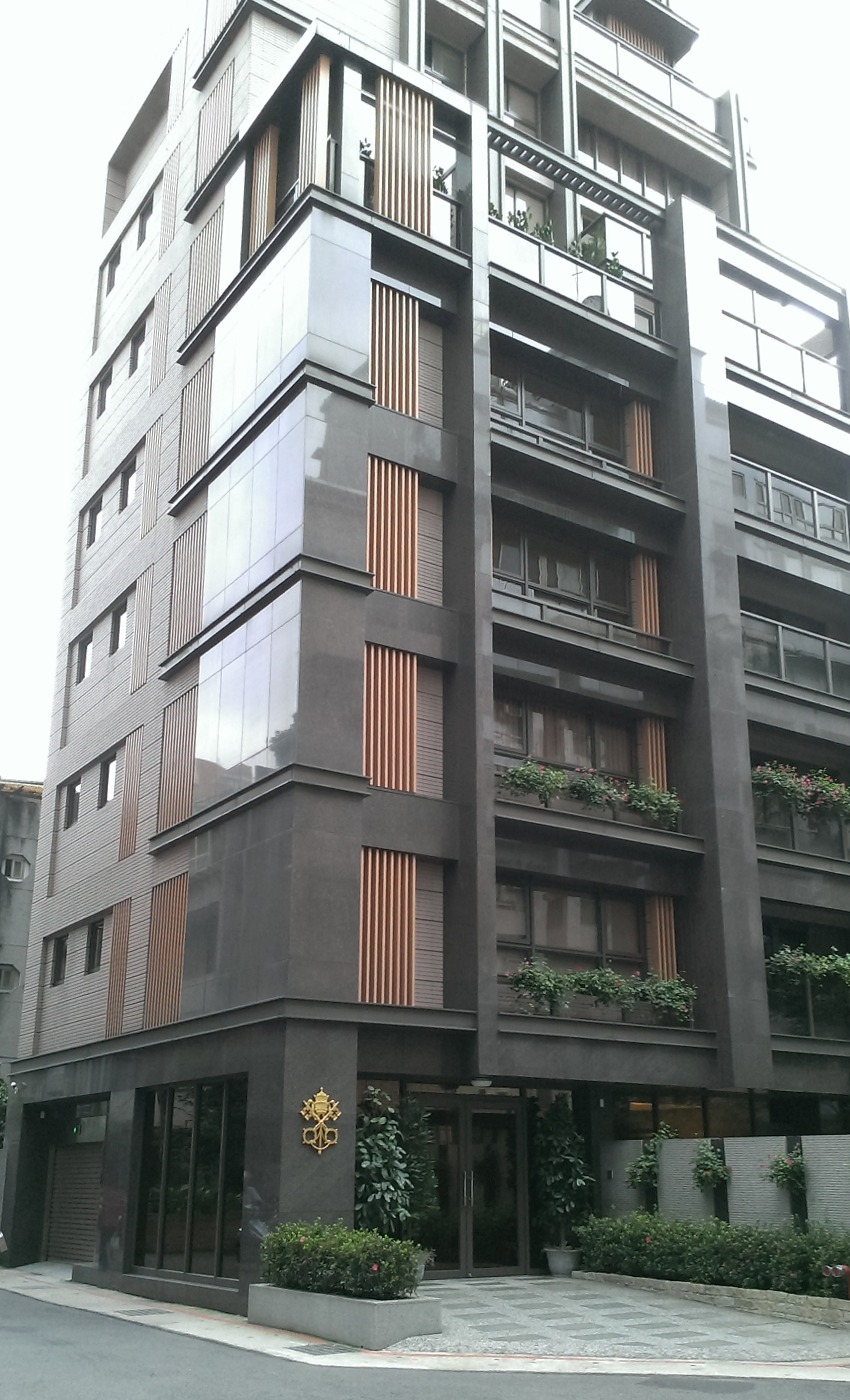
Tòa Sứ thần Tòa Thánh tại Đài Bắc

- Đại sứ quán Saint Christopher và Nevis
- Đại sứ quán Burkina Faso
- Đại sứ quán Cộng hòa El Salvador
- Đại sứ quán Belize
- Đại sứ quán Cộng hòa Palau
- Đại sứ quán Cộng hòa Quần đảo Marshall
- Đại sứ quán Cộng hòa Honduras
- Đại sứ quán Quần đảo Solomon
- Đại sứ quán Cộng hòa Paraguay
- Đại sứ quán Cộng hòa Panama
- Đại sứ quán Cộng hòa Dominica
- Đại sứ quán Vương quốc Swaziland
- Đại sứ quán của Vatican

## Chỉ đường
Có thể bắt đầu từ Ga Bệnh viện Đại học Quốc gia Đài Loan (thuộc Hệ thống đường sắt đô thị Đài Bắc) để bắt tuyến Đỏ đến trụ sở Bộ Ngoại giao Trung Hoa Dân Quốc.